# Ninna
Ninna (japanski (仁和, hiragana にんな) je razdoblje povijesti Japana mjereno po sustavu starinskog japanskog brojanja godina. Podrazdoblje je razdoblja Heiana. Uslijedila je nakon razdoblja Gangyō a. Trajala je od veljače 885. do travnja 889. godine.  Carevi koji su carevali u ovom razdoblju bili su Kōkō-tennō (光孝天皇) i Uda-tennō(宇多天皇=.
Nakon Ninne uslijedilo je razdoblje Kanpyō.

## Promjena
- 20. siječnja 885. Ninna gannen(仁和元年): novo je razdoblje stvoreno da bi se označilo događaj ili niz zbivanja. Prijašnje je razdoblje okončalo a novo je počelo u Gangyō 9, na 21. dan 2. mjeseca 885. godine.[3]

## Bitni događaji
- 11. siječnja 887. (Ninna 2, 14. dan 12. mjeseca ): Kōkō je otputovao u Seri-gawu loviti sokolovima. Vrlo je uživao u ovakvoj vrsti lova te se je često bavio ovim.[4]
- 17. rujna 887- (Ninna 3, 26. dan 8. mjeseca): Kōkō je umro u 57. godini.[5]  Kōkōv treći sin primio je sljednost (senso).  Malo zatim, car Uda je formalno stupio na prijestolje (sokui).[6]
- 12. svibnja 887- (Ninna 3, 17. dan 11. mjeseca): Mototsune je zamolio Udu za dopuštenje za povući se sa svih dužnosti. Govori se da je car odgovorio "Moja mladost ograničuje moju mogućnost vladati, a ako me prekineš davati mi tvoje dobre savjete, bit ću prisiljen abdicirati te se povući u samostan." Stoga je Mototsune nastavio služiti kao novi carev kampaku.[7]
- 887. (Ninna 4, 8. mjesec): Izgradnja novoosnovanog budističkog hrama Ninne-jija (仁和寺) bila je gotova. Bivši učenik Kōbō-daishija je postavljen za novog opata.[7]

## Vanjske poveznice
- Kokkaijska knjižnica (Knjižnica japanskog nacionalnog parlamenta), "Japanski kalendar" -- povijesni pregled i ilustrirani prikazi iz knjižnične zbirke